# ウニオン・レクレアチーヴァ・ドス・トラバリャドレス
ウニオン・レクレアチーヴァ・ドス・トラバリャドレス (ポルトガル語: União Recreativa dos Trabalhadores)は、ブラジル・ミナスジェライス州パトス・デ・ミナスを本拠地とするサッカークラブである。略称はURT。

## 歴史
1939年7月9日設立。1999年、タッサ・ミナス・ジェライスで優勝し初タイトルを手にした。2000年にも同大会で優勝し連覇を達成。コパ・ド・ブラジルには過去3回参加しているが、いずれも1回戦で敗れた。

## タイトル

### 国内タイトル
- タッサ・ミナス・ジェライス : 2回
  - 1999, 2000

### 国際タイトル
なし